# Македонски литературен кръжок
Македонският литературен кръжок (на македонска литературна норма: Македонски литературен кружок) е литературна група на млади комунисти, поети и белетристи, повечето от които родени или произхождащи от Македония, действала през периода 1938 – 1941 г.
Комунистическата дейност в България през втората половина на тридесетте години на XX век по коминтерновската резолюция за създаването на „македонска нация“ довежда до решението да се създаде младежка група от интелигенти, която да работи сред македонските бежанци в България. През октомври 1938 г. в София се учредява литературна група от млади и начинаещи поети, писатели и журналисти, родени или произхождащи от родители от Македония. В нея се включват и творци от вътрешни райони на страната на основание на проявен известен интерес към македонската проблематика. Наричат я Македонски литературен кръжок. Функционира до към средата на 1941 година, когато съществуването ѝ става безпредметно, поради факта, че по-голямата част от Македония е включена в границите на България.
Инициативата за създаване на македонски литературен кръжок е на комисията за работа с младежите бежанци при Централния комитет на Работническия младежки съюз (РМС). Македонския литературен кръжок е създаден, за да стане проводник на политиката на БКП по македонския въпрос сред младата и образована част на македонските бежанци в България. Част от членовете на кръжока, когато осъзнават, че са станали проводници на политика, която има отродителни последици постепенно се завръщат при българските си корени след анексията на Македония от България. По-известните му членове са Никола Вапцаров, Михаил Сматракалев, Венко Марковски, Коле Неделковски, Георги Абаджиев, Васил Ивановски, Антон Великов, Асен Ведров, Димитър Стефанов, Димитър Шарланджиев, Васил Александров, Георги Деспотов, Кирил Николов и Антон Попов.
Някои от членовете на Македонския литературен кръжок членуват и в Македонската студентска корпорация „Шар“, от която са изключени през 1938 – 1939 година.
След Деветосептемврийския преврат от 1944 година голяма част от бившите членове на кръжока играят първостепенна роля сред македонските бежански организации, съдействайки на югославската власт за засилване антибългарската кампания сред бежанците и насилствената македонизация в Пиринска Македония. Публикуват материали в новото списание на Македонския научен институт „Македонска мисъл“ и във вестник „Македонско знаме“.